# Кубок Греції з футболу 1948—1949
Кубок Греції 1948—49 — сьомий розіграш Кубка Греції.
Фінал відбувся 3 липня (попередній матч 19 червня) 1949 на стадіоні Апостолос Ніколаїдіс (Афіни). Зустрілися команди АЕК та Панатінаїкос. АЕК  виграв з рахунком 2:1 в додатковий час.

## Чвертьфінали
| Господарі    | Результат  | Гості           |
| ------------ | ---------- | --------------- |
| ПАОК         | 2-1        | Іракліс         |
| Панатінаїкос | 4-1        | Аполлон Смірніс |
| Кавала       | 1-4        | АЕК             |
| Олімпіакос   | 3-3 (д.р.) | Фостірас        |
| Фостірас     | 1-4        | Олімпіакос      |

## Півфінали
| Господарі | Результат | Гості        |
| --------- | --------- | ------------ |
| АЕК       | 2-1       | Олімпіакос   |
| ПАОК      | 0-1       | Панатінаїкос |

## Фінал
| 19.06.1949 |

| АЕК | 0:0 | Панатінаїкос |
| --- | --- | ------------ |
|     |     |              |

| Апостолос Ніколаїдіс, Афіни Арбітр: Ioannidis |

Матч закінчився на 109 хв.

### Перегравання
| 03.07.1949 |

| АЕК              | 2:1 (д.ч.) | Панатінаїкос |
| ---------------- | ---------- | ------------ |
| Патакас 10' 105' |            | Філактос 69' |

| Апостолос Ніколаїдіс, Афіни Арбітр: Яанніс Даскалактіс |